# Erwin Sumser

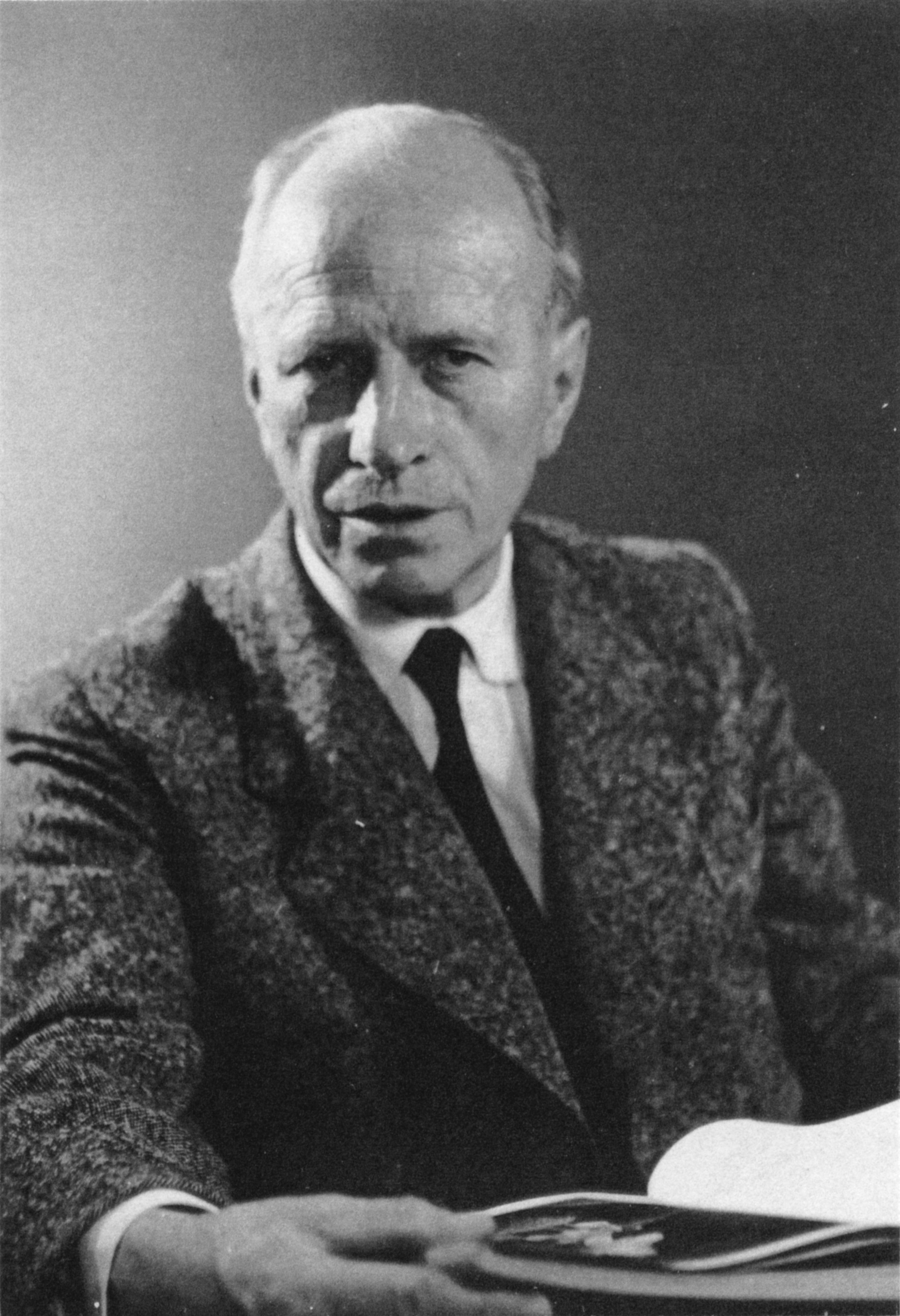
Erwin Sumser, 1950

Erwin Sumser (* 8. Oktober 1891 in Merzhausen bei Freiburg im Breisgau als Erwin Josef Sumser; † 22. Januar 1961 in Hüfingen) war ein deutscher Arzt und Pionier des Naturschutzes.

## Leben
Die Vorfahren stammten aus dem Hexental, das sich von Merzhausen über Au nach Süden zieht. Der Vater, Joseph Martin Sumser, betrieb in Merzhausen eine Landwirtschaft. Die beiden Großväter waren Bürgermeister in Au und Merzhausen. Nach dem Medizinstudium in Freiburg, nach Promotion zum Dr. med. und vierjährigem Kriegsdienst im Ersten Weltkrieg übernahm Erwin Sumser 1920 eine Landarztpraxis in Hüfingen, mit Zuständigkeit auch für zwölf Umlandgemeinden, sowie die Betreuung des Hüfinger Krankenhauses und des Fürstlich Fürstenbergischen Landesspital  in Hüfingen. 1928 heiratete er Auguste Margarete Petrus aus Düsseldorf, mit der er drei Kinder hatte. Nachdem sie 1934 gestorben war, heiratete er 1936 Margaretha Julie Schropp aus Hüfingen. Aus der Ehe gingen vier weitere Kinder hervor. Zu Beginn des Zweiten Weltkriegs erkrankt, wurde Sumser als Oberstabsarzt im Lazarett Donaueschingen eingesetzt. In dieser Funktion bewahrte er manchen verwundeten Soldaten vor einem Wiedereinsatz an der Front. Im Landesspital Hüfingen  mit Euthanasie-Aktionen der Nationalsozialisten konfrontiert, rettete er im Rahmen des Möglichen Behinderte. Er betreute und schützte als Arzt auch die Eltern von Hans und Sophie Scholl, den 1943 hingerichteten Mitgliedern der Widerstandsgruppe Weiße Rose, die sich ins obere Wutachtal in den Bereich seiner Landarztpraxis zurückgezogen hatten.
Sumsers berühmtester Patient (wenn auch wohl nur für eine Konsultation) war der Philosoph Martin Heidegger. Heideggers Schwester Marie war in Hüfingen verheiratet, sodass er hier öfters zu Besuch weilte. Bei einem solchen im Februar 1945 brauchte Martin Heidegger ärztliche Hilfe. In einem Brief an seine Frau Elfriede vom 2. Februar 1945 schrieb er:
„Auf der Nachtfahrt hierher ging es mir nicht besonders – anderen Tags ging ich zum hiesigen Hausarzt von Marie, der sich rührend bemühte u. meinte, daß eine geistige Überanstrengung die Erscheinungen bedingte. Ich solle mich für einige Zeit ausruhen.“ (aus Mein liebes Seelchen, Briefe Martin Heideggers an seine Frau Elfriede, S. 231).
Erwin Sumser starb am 22. Januar 1961 im Alter von 69 Jahren in Hüfingen.

## Naturschutz

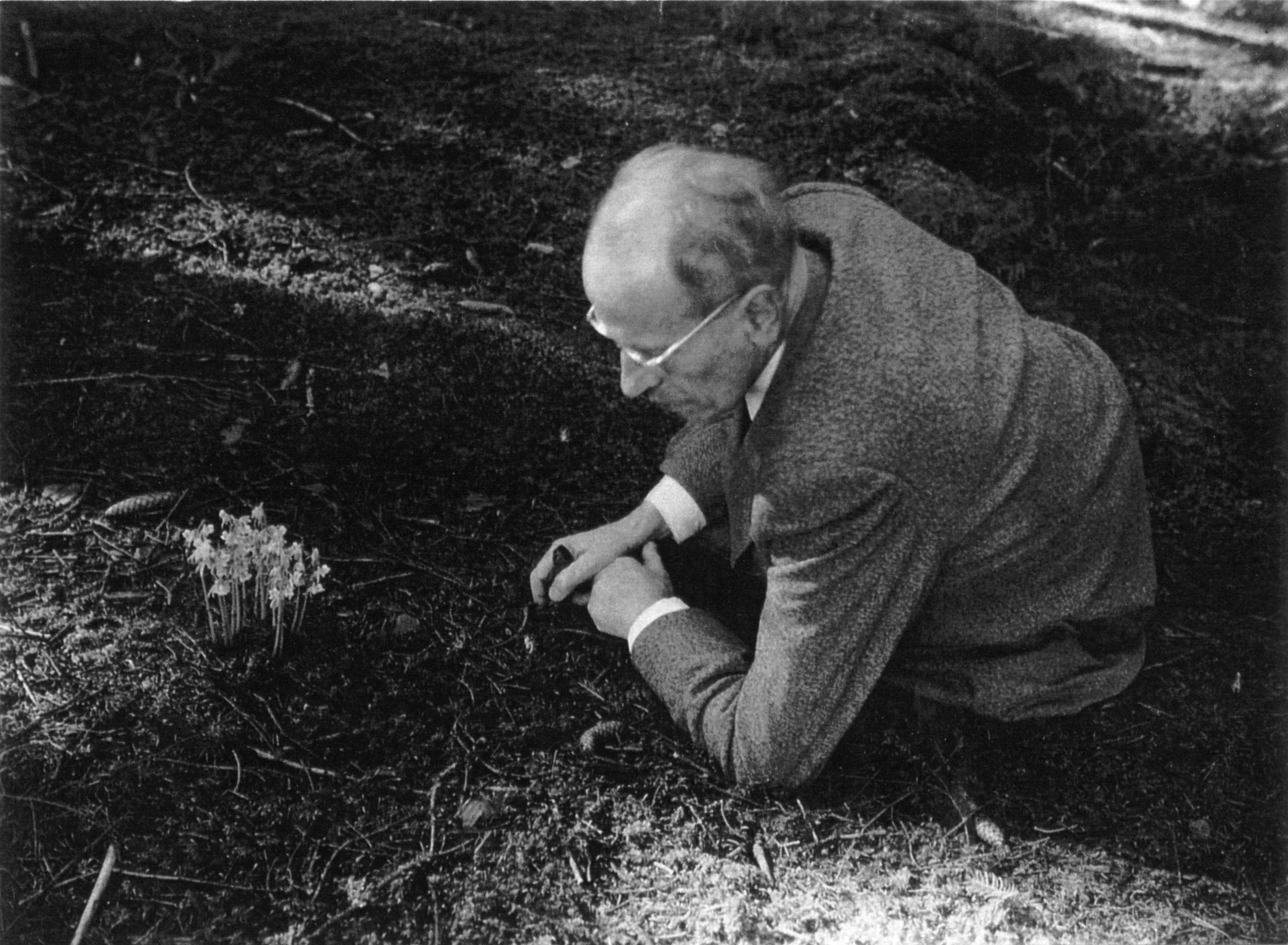
Sumser in der Baar mit der Orchidee Widerbart

Früh sah Sumser die Gefährdung von Pflanzen, besonders Orchideen, am Schönberg bei Merzhausen und dann in der Baar bei Hüfingen. Ihr Schutz wurde ihm zur zweiten Lebensaufgabe. Seit Dezember 1931 kaufte oder pachtete er floristisch wertvolle Grundstücke, zunächst im Jennetal auf Ebringer Gemarkung am Schönberg, dann auf der Baar. Er zäunte sie ein und verhinderte ihre landwirtschaftliche Nutzung. Außerdem zahlte er Landwirten Entschädigungen, wenn sie ihren Grund und Boden im ursprünglichen Zustand beließen, hielt Lichtbildervorträge und warb um Mitstreiter. Mit Gleichgesinnten verhinderte er das Vorhaben, die Wutach zu stauen, was das Ende der Wutachschlucht bedeutet hätte. Die Hüfinger beriet er bei ihren traditionellen Blumenteppichen an Fronleichnam. 1960 verkaufte er seine aufgekauften Naturreservate an das Land Baden-Württemberg.

## Sumsergarten

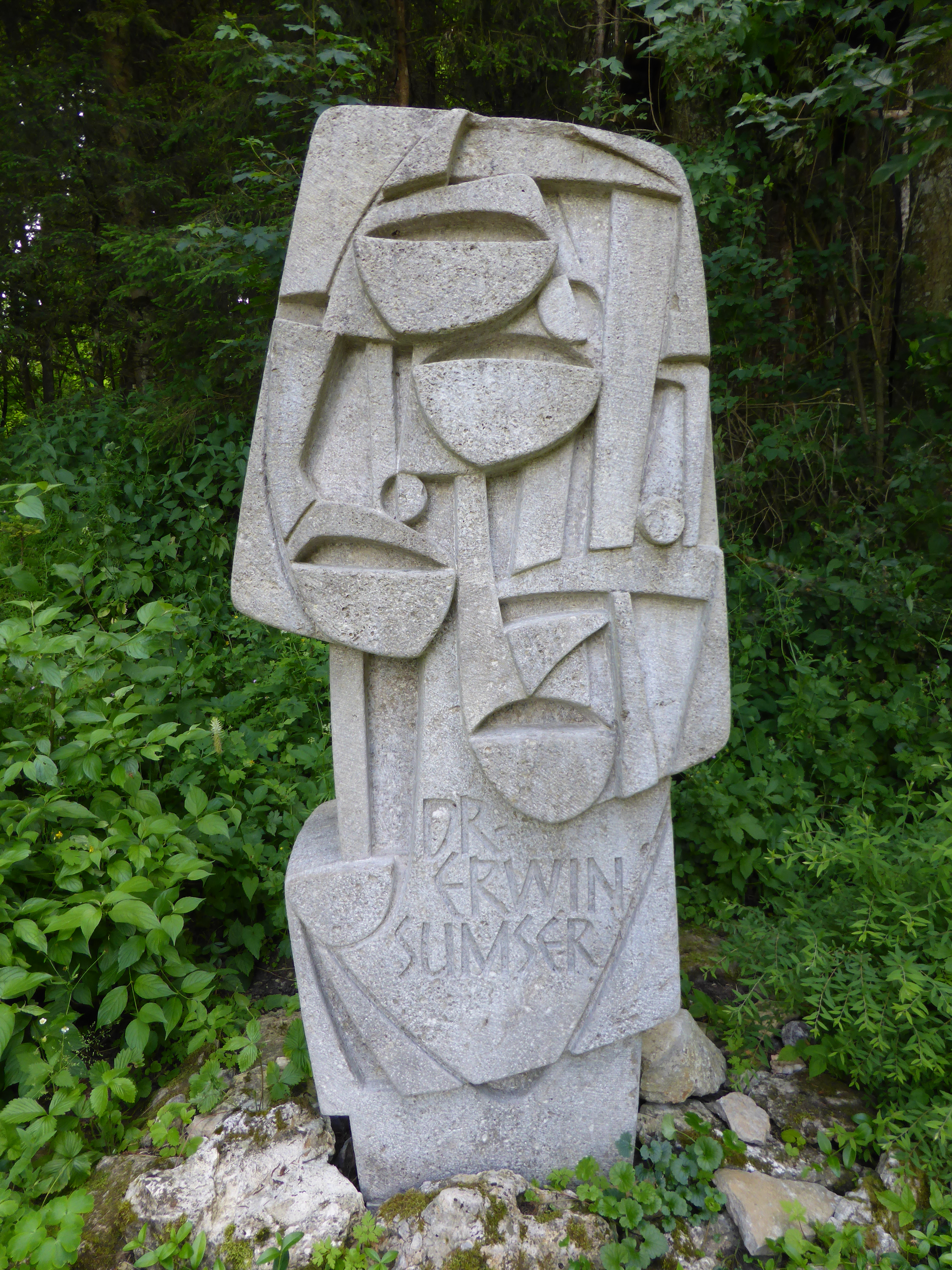
Gedenkstein zwischen Hüfingen und Bräunlingen

Die von ihm gekauften Gebiete mit einer Fläche von 7100 m2 bei Ebringen ließ er einzäunen, um sie zu schützen. Sie bekamen dann den Namen Sumsergarten, sind auch heute noch eingezäunt und bilden ein Kerngebiet des Naturschutzgebiets Jennetal.

## Ehrung
Ein Gedenkstein an einem Weg von Hüfingen nach Bräunlingen, stilisierte Frauenschuh-Blüten darstellend, trägt die Inschrift: „Dr. Erwin Sumser – 40 Jahre Arzt in Hüfingen. Sein Leben war gesegnet im Wirken für die Kranken und für die Blumen seiner Heimat.“